# Federal de vellut
El federal de vellut (Lampropsar tanagrinus) és un ocell de la família dels ictèrids (Icteridae) i única espècie del gènere Lampropsar (Spix, 1824).

## Hàbitat i distribució
Habita boscos de ribera, selva pluvial, manglars i vegetació secundària, normalment a prop de l'aigua de les terres baixes, des de Colòmbia, sud i est de Veneçuela i Guyana, cap al sud, a través de l'est de l'Equador fins al nord-est del Perú i oest del Brasil amazònic. Sud-oest del Brasil amazònic. Nord i est de Bolívia.